# ペットパノムルン・キャットムーカオ
ペットパノムルン・キャットムーカオ（泰: เพชรพนมรุ้ง เกียรติหมู่9、英: Petpanomrung Kiatmuu9、英: Petchpanomrung Kiatmookao、1995年1月1日 - ）は、タイの男性ムエタイ選手、キックボクサー。現GLORY世界フェザー級（65kg）王者。元RISE世界スーパーライト級王者。WMC世界ライト級王者。
華麗な蹴り技と首相撲を武器にムエタイとキックボクシングの両方で世界トップのスター選手として活躍している。

## 来歴
2012年9月11日、ルンピニー・スタジアムにてヨードクンポン・シットモンチャイに3-0の判定勝ち。
2013年1月4日、ルンピニー・スタジアムにてサムエー・ガイヤーンハーダオに3-0の判定勝ち。
2013年5月10日、ルンピニー・スタジアムにてセクサン・オー・クワンムアンに3-0の判定勝ち。
2013年6月7日、ルンピニー・スタジアム・スーパーフェザー級タイトルマッチでコンサック・センチャイムエタイジムと対戦し判定負けで王座獲得に失敗した。
9月4日、ラジャダムナン・スタジアムにてペットモラコット・ペッティンディーアカデミーに3-0の判定勝ち。
2014年1月21日、ルンピニー・スタジアムにてノンオー・ガイヤーンハーダオに判定負け。
2015年10月30日、トヨタ・ヴィーゴ・マラソン64kgトーナメントで優勝。
12月25日、トヨタ・ヴィーゴ・マラソン62kgトーナメントで、決勝でペットモラコット・ペッティンディーアカデミーに判定負けで準優勝。
2016年3月7日、ラジャダムナン・スタジアムにてペットモラコット・ペッティンディーアカデミーに3-0の判定勝ち。
4月7日、ラジャダムナン・スタジアムにてチャムアックトーン・ファイタームエタイに3-0の判定勝ち。
5月9日、ペットモラコット・ペッティンディーアカデミーに3-0の判定勝ちでWMC世界ライト級王座を獲得。
6月10日、ルンピニー・スタジアム・スーパーライト級タイトルマッチでチャムアックトーン・ファイタームエタイと対戦し判定負けで王座獲得に失敗した
11月5日、GLORY 35: NiceにてGLORY初参戦し、肘打ち禁止・首相撲制限有りのキックボクシングルールに初挑戦。スタニスラブ・レニタに3-0の判定勝ち。
2017年1月13日、中国の大会GLORY OF HEROES 6に参戦し、キックルール2戦目でウェイ・ルイと対戦し、優勢に試合を進めるが3Rに首相撲を理由に減点を取られて本戦ドローとなり、延長戦でも再び減点を取られて判定負け。
3月25日、GLORY 39: BrusselsにてGLORYフェザー級コンテンダートーナメントに出場し、1回戦でアレクセイ・ウリアノフに判定勝ち、決勝でセルゲイ・アダムチャックに判定勝ちで優勝。
5月20日、オランダで開催されたGLORY 41: Hollandにて第5代GLORY世界フェザー級王者決定戦でロビン・ファン・ロスマレンと対戦。首相撲を理由に減点を取られた末に、判定負け。
12月9日、オランダのアホイ・ロッテルダムで開催されたGlory 49: RotterdamにてシュートボクシングのS-cup 2016優勝者ザカリア・ゾウガリーとGLORY世界フェザー級王座挑戦者決定戦を戦い、ゾウガリーを左ミドルキックの連打で圧倒し、最後は左ハイキックで失神KO勝ち。この試合は2017年のGLORY年間最高KO賞に選ばれた。
2018年5月12日、GLORY 53: Lilleにて前年11月に野杁正明に勝利するなど勢いに乗るアブデラ・エズビリと対戦し、左ミドルキックで滅多打ちにした後、左ハイキックでKO勝ち。この試合で2年連続GLORY年間最高KO賞を受賞した。
7月20日、GLORY 55: New Yorkにて正規王者ロスマレンの肩の負傷離脱に伴い設置されたGLORY世界フェザー級暫定王者決定戦でケビン・ヴァンノードストランドと対戦し、判定勝ちで同暫定王座を獲得した。
9月29日、GLORY 59: AmsterdamにてGLORY世界フェザー級正規王者ロビン・ファン・ロスマレンと王座統一戦を行い、圧倒して完封し判定勝ちで王座統一、第6代GLORY世界フェザー級王座を獲得した。
2019年2月2日、Glory 63: Houstonにてセルゲイ・アダムチャックと再戦し、判定勝ちでGLORY世界フェザー級王座の初防衛に成功した。
7月5日、Glory 67: Orlandoにてアンヴァー・ボイナザロフに判定勝ちでGLORY世界フェザー級王座の2度目の防衛に成功した。
11月23日、Glory 72: Chicagoにてケビン・ヴァンノードストランドとドローとなるがGLORY世界フェザー級王座の3度目の防衛に成功した。
2020年2月29日、Glory 75: Utrechtにてセルゲイ・アダムチャックと3度目の対戦となり、判定勝ちでGLORY世界フェザー級王座の4度目の防衛に成功した。
2021年11月14日、大阪市中央体育館（丸善インテックアリーナ大阪）で開催されたRISE WORLD SERIES 2021 OSAKA.2にてRISE初参戦。元RISEライト級（63kg）王者の原口健飛と65kg契約で対戦し判定勝ち。
2022年8月21日、大阪府立体育会館（エディオンアリーナ大阪）第一競技場で開催されたRISE WORLD SERIES 2022 OSAKAにて原口健飛とRISE世界スーパーライト級王座決定戦で再戦し、判定勝ちで王座獲得。
2023年12月16日、両国国技館で開催されたRISE WORLD SERIES 2023 Final Roundにてチャド・コリンズとRISE世界スーパーライト級タイトルマッチを行い、判定負けで王座陥落。
2024年7月20日、GLORY 93で行われたフェザー級タイトルマッチで原口健飛と対戦し、5-0の判定勝ち。原口との対戦成績を3連勝とした。
2024年12月21日、RISE WORLD SERIES 2024 FINAL（海外ではGLORYとして配信）のGLORY＆RISEフェザー級グランプリ1回戦で白鳥大珠と対戦し、3-0の判定勝ち。同日の準決勝ではイ・ソンヒョンと対戦して3-0の判定勝ち。同日の決勝戦ではミゲール・トリンダーデと対戦し2-1の判定勝ちを収めてトーナメント優勝を果たした。

## 戦績
| キックボクシング 戦績 | キックボクシング 戦績 | キックボクシング 戦績 | キックボクシング 戦績 | キックボクシング 戦績 | キックボクシング 戦績 | キックボクシング 戦績 |
| --------------------- | --------------------- | --------------------- | --------------------- | --------------------- | --------------------- | --------------------- |
| 224 試合              | (T)KO                 | 判定                  | その他                | 引き分け              | 無効試合              |                       |
| 180 勝                | 27                    | 153                   | 0                     | 4                     | 0                     |                       |
| 40 敗                 | ？                    | ？                    | ？                    | 4                     | 0                     |                       |

| 勝敗 | 対戦相手                         | 試合結果                 | 大会名                                                                                     | 開催年月日     |
| ○    | ミゲール・トリンダーデ           | 5R終了 判定5-0           | GLORY 100 【GLORY世界フェザー級タイトルマッチ】                                            | 2025年6月14日  |
| ○    | ミゲール・トリンダーデ           | 3R終了 判定2-1           | ABEMA presents RISE WORLD SERIES 2024 FINAL 【GLORY･RISEフェザー級グランプリ決勝】         | 2024年12月21日 |
| ○    | イ・ソンヒョン                   | 3R終了 判定3-0           | ABEMA presents RISE WORLD SERIES 2024 FINAL 【GLORY･RISEフェザー級グランプリ準決勝】       | 2024年12月21日 |
| ○    | 白鳥大珠                         | 3R終了 判定3-0           | ABEMA presents RISE WORLD SERIES 2024 FINAL 【GLORY･RISEフェザー級グランプリ1回戦】        | 2024年12月21日 |
| ○    | 原口健飛                         | 5R終了 判定5-0           | GLORY 93 【GLORY世界フェザー級タイトルマッチ】                                             | 2024年7月20日  |
| ×    | チャド・コリンズ                 | 5R終了 判定0-3           | RUF presents RISE WORLD SERIES 2023 Final Round 【RISE世界スーパーライト級タイトルマッチ】 | 2023年12月16日 |
| ○    | ダビド・メヒア                   | 5R終了 判定4-1           | GLORY 89 【GLORY世界フェザー級タイトルマッチ】                                             | 2023年10月7日  |
| ○    | アフマド・チク・ムーサ           | 5R終了 判定5-0           | GLORY 86 【GLORY世界フェザー級タイトルマッチ】                                             | 2023年5月27日  |
| ×    | ティジャニ・ベズタティ           | 4R 1:42 KO（三日月蹴り） | GLORY 84 【GLORY世界ライト級タイトルマッチ】                                               | 2023年3月11日  |
| ○    | 山田洸誓                         | 3R終了 判定3-0           | Cygames presents RISE WORLD SERIES / SHOOTBOXING-KINGS 2022                                | 2022年12月25日 |
| ○    | エイブラハム・ヴィダレス         | 5R終了 判定5-0           | GLORY COLLISION 4 【GLORY世界フェザー級タイトルマッチ】                                    | 2022年10月9日  |
| ○    | 原口健飛                         | 5R+延長1R終了 判定3-0    | RISE WORLD SERIES 2022 OSAKA 【初代RISE世界スーパーライト級王座決定戦】                    | 2022年8月21日  |
| ×    | チュジャローン・ダブランサラカム | 5R終了 判定              | Rajadamnern Stadium                                                                        | 2022年6月30日  |
| ×    | チュジャローン・ダブランサラカム | 5R終了 判定              | Rajadamnern Stadium                                                                        | 2022年2月10日  |
| ○    | 原口健飛                         | 3R終了 判定3-0           | RISE WORLD SERIES 2021 OSAKA.2                                                             | 2021年11月14日 |
| ○    | チュジャローン・ダブランサラカム | 5R終了 判定              | True4U Muaymanwansuk Buriram                                                               | 2021年10月15日 |
| ×    | チュジャローン・ダブランサラカム | 5R終了 判定              | Petchyindee Road Show                                                                      | 2021年4月9日   |
| ○    | セルゲイ・アダムチャック         | 5R終了 判定5-0           | GLORY 75 【GLORY世界フェザー級タイトルマッチ】                                             | 2020年2月29日  |
| △    | ケビン・ヴァンノストランド       | 5R終了 判定              | GLORY 72 【GLORY世界フェザー級タイトルマッチ】                                             | 2019年11月23日 |
| ○    | アンヴァー・ボイナザロフ         | 5R終了 判定5-0           | GLORY 67 【GLORY世界フェザー級タイトルマッチ】                                             | 2019年7月5日   |

## 獲得タイトル
- ムエタイ
  - PAT（タイ国プロフェッショナル・ムエ（ボクシング）スポーツ協会）ミニフライ級王座（2011年）
  - PATバンタム級王座（2011年）
  - PATスーパーフェザー級王座（2013年）
  - Toyota Vigo Marathon Tournament（64kg級） 優勝（2015年）
  - Toyota Vigo Marathon Tournament（62kg級） 準優勝（2015年）
  - WMC世界ライト級王座（2016年）
- キックボクシング
  - GLORY世界フェザー級挑戦者決定トーナメント 優勝（2017年）
  - GLORY世界フェザー級暫定王座（2018年）
  - 第6代GLORY世界フェザー級王座（2018年）
  - 初代RISE世界スーパーライト級王座（2022年）
  - GLORY&RISEフェザー級グランプリ 優勝（2024年）